# Eriocaulon cipoense
Eriocaulon cipoense là một loài thực vật có hoa trong họ Cỏ dùi trống. Loài này được Silveira mô tả khoa học đầu tiên năm 1908.